# Ильин, Илья Львович
Илья Львович Ильин (1898 год, Полоцк, Витебская губерния, Российская Империя — 27 ноября 1937 года) — коммунистический политический деятель, чиновник. Член РКП(б) с 1918 года. 2-й секретарь Харьковского областного комитета КП(б) Украины. Секретарь Астраханского городского комитета ВКП(б). Член ЦК КП(б) Украины.

## Биография
Родился в 1898 году в Полоцке, Витебской губернии, Российской Империи.
Член РКП(б) с 1918 года.
С 15 июня 1930 года по 7 февраля 1931 года — кандидат в члены ЦК КП(б) Украины.
С 4 февраля 1933 года по 1934 год — 2-й секретарь Харьковского областного комитета КП(б) Украины.
С 7 февраля 1933 года по 3 февраля 1937 года — член ЦК КП(б) Украины.
C 18 января 1934 года по 23 января 1934 года в Харькове участвовал в XVII съезде КП(б).
С 23 января 1934 года по 3 февраля 1937 года — член Организационного бюро ЦК КП(б) Украины.
С 1934 года по 16 января 1937 года — 2-й секретарь Киевского областного комитета КП(б) Украины.
В июле 1937 года — секретарь Астраханского городского комитета ВКП(б).
Арестован 20 июля 1937 года.
Расстрелян 27 ноября 1937 года.